# Manoel Paulo Filho
Manuel Paulo Teles de Matos Filho (Cachoeira, 22 de março de 1890 — ?, 16 de março de 1969) foi um jornalista e político brasileiro. Presidiu a Associação Brasileira de Imprensa de 1928 a 1929 e a Academia Carioca de Letras. Foi por mais de 50 anos colaborador do jornal Correio da Manhã, da cidade do Rio de Janeiro. Exerceu também o mandato de deputado federal constituinte pela Bahia em 1934.